# Wilhelm Holtz

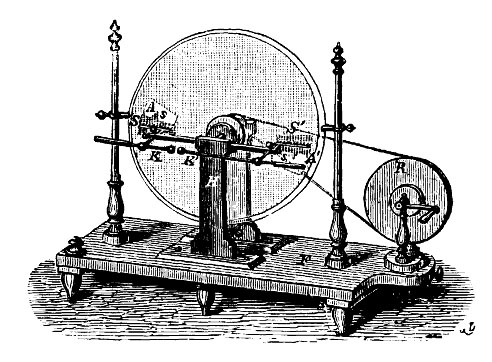
Elektriseermachine van Holtz

Wilhelm Holtz (Saatel bij Barth (Mecklenburg), 15 oktober 1836 - Greifswald, 27 september 1913) was een Duits natuurkundige en uitvinder van de naar hem vernoemde Holtzmachine.
Tussen 1857 en 1862 studeerde hij natuurkunde en natuurwetenschappen in Berlijn, Dijon en Edinburgh. Aansluitend deed hij experimenten met elektriciteit. Later, in 1869, werkte hij aan de universiteiten van Halle-Wittenburg en Greifswald, waar hij in 1884 professor in de natuurkunde werd.
In 1865 vond hij de "Holtz Electrostatic Influence Machine" uit, een elektriseermachine die niet via wrijving maar door influentie, of elektrostatische inductie, lading opwekte. In de daarop volgende jaren voerde Holtz diverse aanpassingen door en bouwde hij vele apparaten.
Elektriseermachines in dit tijdperk werden soms aangeduid als "Toepler-Holtz machines". Onafhankelijk van Holtz ontwikkelde en bouwde de Duits natuurkundige August Toepler in dezelfde tijdsperiode ook elektriseermachines. De uitvinding van dit type elektriseermachine kan daarom aan beide worden toegeschreven. Het zou zijn uiteindelijke vorm krijgen met de elektriseermachine van Wimshurst.